# Senoculus planus
Senoculus planus är en spindelart som beskrevs av Cândido Firmino de Mello-Leitão 1927. 
Senoculus planus ingår i släktet Senoculus och familjen Senoculidae. Inga underarter finns listade i Catalogue of Life.